# Évaporateur
Ne doit pas être confondu avec Bac d'évaporation.
Un évaporateur est un dispositif réalisant dans une de ses parties un changement d'état du liquide au gaz. En génie chimique, l'évaporateur est un appareil conçu pour concentrer une solution par apport d'énergie, la solution étant composée par un solvant volatil en mélange avec une phase non volatile.

## Définition

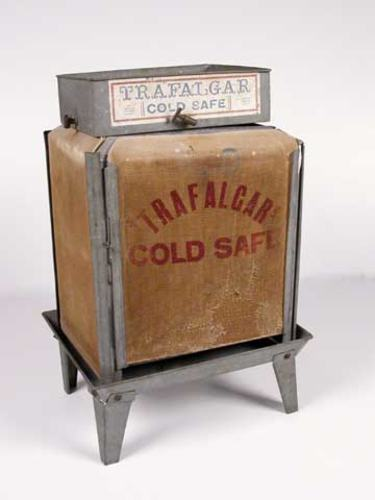
Un évaporateur utilisé à Coolgardie (Australie) pour récupérer de l'eau potable avant la mise en place de la conduite depuis le barrage en 1906.

La différence entre évaporation et séchage est dans le résultat du procédé : un liquide dans l'évaporation, un solide dans le séchage. L'évaporation peut engendrer la précipitation de la phase non volatile, faisant ainsi un procédé de cristallisation. Dans le processus d'évaporation, de l'énergie est consommée, sous forme de chaleur fournie au système ; l'évaporateur est donc classé comme un appareil exploitant un procédé thermique.

## Histoire

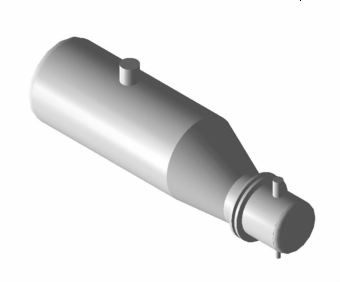
Évaporateur de type kettle.

L'évaporation a été utilisée par l'homme depuis l'apparition de l'homo sapiens. Avant la découverte du feu, la séparation par concentration d'un liquide (l'eau) d'une solution (saumure) était un système connu, (mais pas contrôlable) de production d'un produit noble, le sel.
La découverte du feu, première source thermique contrôlée, a engendré une véritable explosion des procédés thermiques, en y incluant l'évaporation ; l'exemple le plus remarquable étant la concentration des jus alimentaires — pas de feu, pas de consommation énergétique[pas clair]. Plus tard, la production de sel par évaporation solaire a donné lieu à une industrie, phénomène répété avec la production du sucre par cristallisation évaporative.
L'évaporateur moderne date du XIXe siècle, lors de l'apparition d'une source d'énergie très flexible, la vapeur d'eau. Paraissent ainsi deux modèles de base d'évaporateur, le kettle à tubes immergés et le calandria à tubes verticaux courts - en anglais : STV, Short Tube Vertical. Tous deux réalisent l'ébullition par contact avec les tubes, à l'intérieur (calandria), ou à l'extérieur (kettle) desquels la vapeur est condensée ; on obtient des vitesses importantes à la surface des tuyaux, donc un bon coefficient d'échange mais au prix de l'encrassement des surfaces d'échange.
Au XXe siècle on a cherché à éliminer ces inconvénients en introduisant une nouvelle famille d'évaporateurs, exploitant la circulation indépendante du liquide à concentrer, avec les types LTV, en anglais : Long Tube Vertical, dans lesquels la circulation peut être naturellement entretenue par mouvement de convection, ou assistée par une pompe - (voir illustrations).

## Classification par schéma de fonctionnement

### Classification

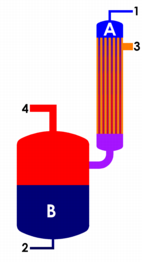
Évaporateur à film tombant

La classification des évaporateurs peut se baser sur plusieurs concepts :
- Par schéma thermique :
  - à simple effet
  - à multiple effet
- Par configuration hydraulique :
  - à simple passage
  - à recirculation

Dans les schémas suivants, sauf indication contraire : 1 est l'entrée du liquide à concentrer ; 2 la sortie du liquide concentré ; 3 l'alimentation de la vapeur vive et 4 la sortie des buées. Les appareils A (A1, A2…) sont des échangeurs de chaleur, alors que B (B1, B2…) les séparateurs des buées.

### Évaporateur à simple passage

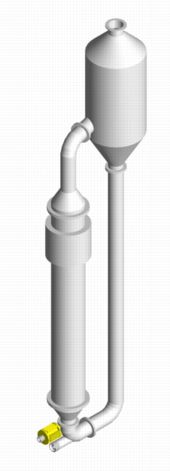
Évaporateur LTV à circulation forcée.

Dans ce modèle, la solution faible est alimentée à l'échangeur et la séparation des phases liquide et gazeuse est faite soit dans le même échangeur, soit dans une chambre séparée ; la phase liquide est ensuite immédiatement extraite du circuit. On obtient ainsi un temps de contact avec les surfaces à haute température le plus réduit.

### Évaporateur à recirculation

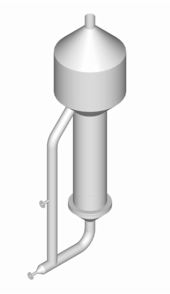
Évaporateur LTV à circulation naturelle.

Ici (voir aussi ci-dessus) le liquide circule continuellement entre échangeur et chambre de séparation de phases ; la circulation est engendrée soit par un effet thermosiphon -  prenant avantage du différentiel de densité entre les liquides chaud et froid, soit par l'entrainement dû au changement d'état physique se développant à l'intérieur des tubes — ceux-ci sont nommés à circulation naturelle — ou enfin par l'action d'une pompe, ayant une  hauteur manométrique suffisante pour compenser la perte de charge dans le circuit, dans les modèles à circulation forcée.

## Évaporateur frigorifique
Dans cet appareil un fluide frigorigène est vaporisé, en absorbant de l’énergie thermique du milieu existant dans la partie opposée d'un échangeur. On devrait donc classifier celui-là comme un échangeur tout simple.
Dans le cas de tout système frigorifique à compression comme la pompe à chaleur par exemple, le fluide frigorigène, après avoir libéré sa chaleur et s'être condensé dans le condenseur, circule dans un circuit fermé. Ensuite, il passe à proximité d'une source de chaleur (air, sol ou eau) et ainsi se vaporise pour refaire un cycle.
Cet échangeur de chaleur permet l'évaporation du fluide frigorigène. Ce changement d'état consomme des calories et permet donc d'absorber de la chaleur au milieu (eau, air…), donc de le refroidir.
Cet échange de chaleur peut être fait de différentes façons :
- le plus répandu est l'évaporateur statique du réfrigérateur ménager. L'air à la surface de la paroi se refroidit et par convection naturelle l'air se met en mouvement (l'air froid tombe vers le bas et l'air chaud va vers le haut). Ce procédé est réservé à de faibles puissances frigorifiques ;
- échange de chaleur avec ventilation forcée. Cet échange consiste à forcer la circulation d'air sur l'évaporateur et ainsi améliorer l'échange thermique entre le fluide frigorigène (ou calo-porteur) et le corps à refroidir (air, eau…). Avec ce système, il est possible d'avoir de plus grosses puissances frigorifiques. Avec ces deux procédés, il est possible de fonctionner en détente directe ou indirecte ;
- échange entre le fluide frigorigène et l'eau. L'eau peut être refroidie dans des échangeurs de type coaxiaux, multitubulaires, échangeurs à plaques… Une fois cette eau refroidie, elle va circuler dans un réseau pour aller refroidir le corps. Dans ce cas on parle de détente indirecte et l'évaporateur devient frigorifère (tout reste identique, sauf que le tube est de qualité plomberie pour pouvoir accueillir de l'eau) ;
- pour les installations de type « cascade » (très basse température), l'évaporateur du circuit secondaire devient le condenseur du circuit primaire.

## Évaporateur solaire à base d'aérogel
L'évaporateur solaire à base d'aérogel est généralement destiné à dessaler ou à purifier de l'eau. L'aérogel est un matériau ultra léger et isolant, composé principalement d’air (jusqu’à 99,8 %) et de silice. Il permet une isolation thermique exceptionnelle. Sous forme de panneaux ou granules, il facilite la concentration de l'énergie solaire sur l'eau à évaporer.
En 2024, un prototype chinois à trois couches, où l'aérogel présente des structures de pores à faible tortuosité (Tri-ASEL) a montré une capacité accrue de 237,5 % à transporter l'eau (par rapport aux modèles antérieurs d'évaporateur solaire utilisant un aérogel dont les pores sont uniformes). Le système transfère en outre moins de chaleur vers le bas, améliorant l'efficacité ; il diminue la résistance à la diffusion des ions ainsi que les voies de diffusion au travers des structures poreuses à faible tortuosité ; il résiste bien au sel et évapore jusqu'à 2,803 litres d'eau par mètre carré et par heure ensoleillée.